# Jairzinho & Simony
Jairzinho & Simony é um álbum de estúdio lançado em dupla pelos cantores Jair Oliveira e Simony. O álbum teve ótima recepção no Brasil e uma versão em espanhol foi lançada internacionalmente.
Apesar do sucesso, esse foi o único LP gravado pelos artistas, que dedicaram-se à carreira solo posteriormente.

## Antecedentes e produção
Simony e Jairzinho fizeram parte do grupo Turma do Balão Mágico, que obteve sucesso tanto com o programa de TV que apresentavam na Rede Globo, intitulado Balão Mágico, quanto com os cinco discos lançados durante o tempo em que estiveram juntos. Cada um dos quatro primeiros discos do grupo vendeu mais de um milhão de cópias e os cinco lançamentos totalizaram mais de 5,3 milhões de cópias vendidas no Brasil. Com o fim do grupo, em 1986, Jairzinho e Simony se uniram para formar uma dupla.
Para o que viria  a ser o primeiro álbum, Ronnie Foster foi escolhido como produtor e selecionou canções com diferentes temas. A faixa "Puppy Love", sucesso tanto na voz do cantor Paul Anka nos anos de 1950, quanto do cantor mirim Donny Osmond, nos anos de 1970, foi uma das escolhida e sua versão em português foi intitulada "Coração de Papelão" enquanto a versão em espanhol recebeu o nome de "El Amor No Tiene Edad".
Visando atingir um público internacional, o disco foi gravado todo em espanhol, as versões das canções foram feitas por Roberto Livi, a capa dos dois lançamentos é a mesma.

## Recepção comercial
O disco ficou na primeira posição da lista de LPs mais vendidos do Jornal do Brasil, em 4 de dezembro de 1987. Em apenas 3 meses, foram vendidas 200 mil cópias e totalizou com mais de 380 mil cópias no ano de 1987. No total, foram vendidas mais de 600 mil cópias apenas no Brasil.

## Lista de faixas
- Créditos adaptados do encarte do LP Jairzinho & Simony[14] e Jairzinho & Simony (en español).[9] As faixas de 1 a 5 correspondem ao Lado A do LP e do K7, enquanto as faixas de 6 a 11 correspondem ao Lado B.

| N.º | Título                             | Compositor(es)                                   | Duração |  |
| 1.  | "Oi Mundo!" (part. Gal Costa)      | Paul Mounsey / Edgard Poças                      | 4:55    |  |
| 2.  | "Pirata"                           | Julio Seijas / Luis Gómez Escolar / Edgard Poças | 4:12    |  |
| 3.  | "Coração de Papelão (Puppy Love)"  | Paul Anka / Edgard Poças                         | 3:42    |  |
| 4.  | "Adivinha"                         | Paul Mounsey / Edgard Poças                      | 4:03    |  |
| 5.  | "De Vento Em Popa"                 | Lula Barbosa / Aloísio / Geraldo Alves Pinto     | 3:54    |  |
| 6.  | "O Vira" (part. Virginie)          | João Ricardo / Luhli                             | 3:14    |  |
| 7.  | "A Voz do Trovão" (part. Tim Maia) | Paul Mounsey / Edgard Poças                      | 4:12    |  |
| 8.  | "Super-Herói"                      | José Carlos Gonçalves / José Rubens Lopes        | 3:23    |  |
| 9.  | "História Sem Fim"                 | Maurizio Fabrizio / Cláudio Rabello              | 3:43    |  |
| 10. | "Ripa na Chulipa"                  | Paul Mounsey                                     | 3:36    |  |
| 11. | "Meu Bem (Ben)"                    | Don Black / Walter Scharf / Edgard Poças         | 2:45    |  |

| Faixas do álbum em espanhol |                                                            |                                                                 |         |  |
| N.º                         | Título                                                     | Compositor(es)                                                  | Duração |  |
| 1.                          | "El Amor No Tiene Edad (Puppy Love / Coração de Papelão)"  | Paul Anka / Edgard Poças / Roberto Livi                         | 3:21    |  |
| 2.                          | "Adivina (Advinha)" (part. José Luis Perales)              | Paul Mounsey / Roberto Livi                                     | 4:00    |  |
| 3.                          | "Mira Mira (O Vira)" (part. Virginie)                      | João Ricardo / Luhli / Roberto Livi                             | 3:00    |  |
| 4.                          | "De Viento En Popa (De Vento Em Popa)"                     | Lula Barbosa / Aloísio / Geraldo Alves Pinto / Roberto Livi     | 3:23    |  |
| 5.                          | "Cuando Hay Amor (História Sem Fim)"                       | Maurizio Fabrizio / Cláudio Rabello / Roberto Livi              | 3:45    |  |
| 6.                          | "Super Campeon (Super-Herói)"                              | José Carlos Gonçalves / José Rubens Lopes / Roberto Livi        | 3:26    |  |
| 7.                          | "Llego Sin Avisar (Ben / Meu Bem)"                         | Don Black / Walter Scharf / Edgard Poças / Roberto Livi         | 2:50    |  |
| 8.                          | "La Voz Del Trueno (A Voz do Trovão)" (part. Patxi Andión) | Paul Mounsey / Edgard Poças / Roberto Livi                      | 4:29    |  |
| 9.                          | "Oi Mundo (Oi Mundo!)" (part. Gal Costa)                   | Paul Mounsey / Edgard Poças / Roberto Livi                      | 4:58    |  |
| 10.                         | "Mi Brasil (Ripa Na Chulipa)"                              | Paul Mounsey / Roberto Livi                                     | 3:44    |  |
| 11.                         | "Pirata"                                                   | Julio Seijas / Luis Gómez Escolar / Edgard Poças / Roberto Livi | 4:18    |  |